# Leurus sylvaticus
Leurus sylvaticus är en stekelart som beskrevs av Ian D. Gauld och Sithole 2002. Leurus sylvaticus ingår i släktet Leurus och familjen brokparasitsteklar. Inga underarter finns listade i Catalogue of Life.